# Don't Bet on Women
Pour plus de détails, voir Fiche technique et Distribution.
Don't Bet on Women est un film américain pré-Code réalisé par William K. Howard, sorti en 1931.

## Synopsis
Sur un coup de tête, Herbert Blake propose à Roger Fallon de parier qu'il ne parviendra pas à obtenir un baiser de la prochaine femme qui entrera dans la pièce dans les 48 heures à venir. Fallon accepte le pari, et la femme qui se présentera sera la femme d'Herbert.

## Fiche technique
- Réalisation : William K. Howard[1]
- Scénario : Leon Gordon, William Anthony McGuire, Lynn Starling
- Producteurs : John W. Considine Jr., William Fox
- Photographie : Lucien N. Andriot
- Montage : Harold D. Schuster
- Production : Fox Film Corporation[2]
- Pays de production :  États-Unis
- Distributeur : Fox Film Corporation
- Durée : 70 minutes
- Date de sortie : 6 mars 1931

## Distribution
- Edmund Lowe : Roger Fallon
- Jeanette MacDonald : Jeanne Drake
- Roland Young : Herbert Drake
- J.M. Kerrigan : Chipley Duff
- Una Merkel : Tallulah Hope
- Helene Millard : Doris Brent
- Louise Beavers a: Maid
- Sumner Getchell : Office Boy
- Henry Kolker : Butterfield
- James T. Mack : Sommers - Fallon's Butler
- Cyril Ring : Jeanne's Dancing Partner